# Ust'-Aldanskij ulus
L'Ust'-Aldanskij ulus è un ulus (distretto) della Repubblica Autonoma della Jacuzia-Sacha, nella Russia siberiana orientale; il capoluogo è il villaggio (selo) di Borogoncy che si trova sul territorio del più grande alas della Jakuzia: il Mjurju (Мюрю).
Confina con gli ulus Megino-Kangalasskij a sud, Tattinskij a est, Čurapčinskij a sudest, Kobjajskij a nord, Tomponskij a nordest, Namskij ad ovest.
Il territorio dell'ulus si estende nella sezione centrosettentrionale delle alture della Lena, nella bassa valle del fiume Aldan.